# 郭秋生
郭秋生（1904年2月8日—1980年8月19日），本籍台灣台北新莊，作家，筆名秋生、芥舟、街頭寫真師、TP生、KS等。他是台灣話文運動的支持者。

## 生平
郭秋生畢業自中國廈門的集美中學，後就職於江山樓。因在職場與文人接觸，頗具文采。1930年台灣文藝協會成立，郭秋生出任幹事長。1931年7月7日起，他在《台灣新聞》為文支持黃石輝的台話文運動。他以兩萬餘字《建設台灣白話文一提案》的這篇文章，明白表示以漢字為主架構，於日語文學和中國文學之外，將台灣話文字化，主要為漢字化。以啟蒙無產大眾，並凝聚台灣民族意識。另外，在此篇文章中，也主張若漢字無法周延顯示多音節台灣話，則在有音無字情況下另造新字，除此，還主張台灣話文改造、言文一致、統一讀音等實行方法。
之後，郭秋生創辦《南音》，並在雜誌內開闢專欄，以漢文直譯書寫台灣歌謠的嘗試，來實踐台灣話文字化的努力。也在《先發部隊》發表〈解消發生期的觀念　行動的本格化建設化〉，其論點稱為「文學本格化」。不過，隨後因為台灣總督府實行皇民化政策、第二次中日戰爭爆發等因素，該台灣話文運動被迫停止。戰後，因政治氣氛因素，他也不再提筆寫作，從而經商。

## 著作
郭秋生除了嘗試台話文書寫作外，其他作品亦頗為通俗，計有隨筆《社會寫真》、《街頭寫真》，短篇小說《跳加冠》、《貓兒》、《鬼》、《王都鄉》等。

## 相關研究

### 博碩士論文
使用「台灣博碩士論文知識加值系統」查詢，到2011年10月3日為止，以郭秋生及其作品、文學理念等為研究重點的論文有：
- 廖祺正，〈三十年代台灣鄉土話文運動〉，國立成功大學／歷史語言研究所／78／碩士。
- 張桂華，〈苦悶時代下的文學--一九三二年南音的文學訴求〉，國立成功大學／歷史學系／88／碩士。
- 陳韻如，〈郭秋生文學歷程研究（1929~1937）〉，東吳大學／中國文學系／90／碩士。
- 李雅敏，〈日治時期台灣小說中的台灣話文與民俗書寫研究 ──以〈媒婆〉、〈王爺豬〉、〈鬼〉為例〉，中興大學／台灣文學研究所／97／碩士。
- 劉孟宜，〈日治時期台灣小說中的主題意識與台灣話文書寫——以賴和、蔡秋桐、郭秋生之作品為例〉，中興大學／台灣文學研究所／97／碩士。

### 論文集論文
使用「台灣文史哲論文集論文篇目索引系統」查詢，到2011年10月8日為止，已知的有：
- 郭秋生，〈再聽阮一回呼聲〉，《台語文學運動論文集》。
- 施淑，〈感覺世界－三〇年代臺灣另類小說〉，《近、現代中國文學與文化變遷》。

### 期刊論文
使用「台灣期刊論文索引系統」查詢，到2011年10月8日為止，已知的有：
- 張恒豪，〈臺灣話文的戰將--郭秋生〉，2000年11月《台北畫刊》。

### 座談會論文
- 柳書琴，〈勤勞成貧：臺北城殤小說中的臺灣博覽會批判〉，發表在國立台灣大學台灣文學研究所主辦的「第一屆文化流動與知識傳播：方法論與實例研究」國際學術研討會。[4]

### 書籍
使用「全國圖書書目資訊網」查詢，到2011年10月8日為止，還沒有一本以郭秋生及其作品為研究對象的專書出版。

## 相關詞條
- 文藝刊物：先發部隊、南音
- 參與的重要事件：台灣話文論戰
- 黃石輝、廖漢臣

## 外部連結
- 國立台灣文學館文學知識平台>小事典>1月，郭秋生等人創刊文藝性刊物《南音》
- 臺灣記憶>臺灣歷史人物小傳--明清暨日據時期>郭秋生 （页面存档备份，存于）
- 王朝網路>百科>郭秋生 （页面存档备份，存于）
- 郭秋生_百度百科
- 中央廣播電台_歷史台灣>提倡台灣話文最力的郭秋生（1904–1980）逝